# Утияма, Такаси
Такаси Утияма (англ. Takashi Uchiyama яп. 内山 高志), род. 10 ноября 1979 года Касукабе, Сайтама, Япония) — японский боксёр-профессионал, выступающий во второй полулёгкой весовой категории (англ. Super featherweight). Регулярный чемпион мира по версии WBA (2010—2015) и чемпион мира по версии WBA super (2015—2016).

## Любительская карьера
На любительском ринге Утияма провёл 113 поединков. Выиграл 91, из них 59 нокаутом.
Четырежды становился чемпионом Японии в полулёгком весе.

## Профессиональная карьера
Утияма дебютировал на профессиональном ринге в июле 2005 года во втором полулёгком весе. Провёл в 2005 году три поединка, и все выиграл нокаутом в первом раунде.
В 2006 году провёл два поединка. Победил по очкам соотечественника Тамайо Эндо (8-3) и нокаутировал в третьем раунде индонезийца Мосеса Серана (17-5).
В сентябре 2007 года нокаутировал в 8-м раунде опытного австралийского боксёра, Недала Хуссейна (43-4), и завоевал титул OPBF во втором полулёгком весе.
В феврале 2008 года Такаси нокаутировал соотечественника Акира Ямазаки (10-1-3) и защитил титул OPBF. 12 июля 2008 года Такаси победил по очкам японца Херо Бандо. Затем Утияма нокаутировал южнокорейца, Бунг Джу Муна в 4-м раунде.
2 мая 2009 года снова защитил титул и нокаутировал боксёра из Таиланда, Тонга Пор Шокаги (21-6-1). В пятой защите титула Утияма нокаутировал в 7-м раунде боксёра из Филиппин, Аарона Менгалейо (17-6-1).
11 января 2010 года Такаси нокаутировал непобеждённого мексиканца, Хуана Карлоса Сальгадо (21-0-1), и стал новым чемпионом по версии WBA во втором полулёгком весе. В этом же году дважды защитил титул нокаутом против венесуэльца, Анжело Грандоса (18-8) и индонезийца Роя Мукилса (23-2-2).
В 2011 году Такаси защитил титул, нокаутировав соотечественника Такаси Миуру (20-1-2), и мексиканца, Хорхе Солиса.
16 июля 2012 года встретился с филиппинцем, Майклом Фаренесом (34-3-3). В третьем раунде произошло столкновение головами, и раздельным решением была зафиксирована техническая ничья.
31 декабря 2012 года Утияма нокаутировал непобеждённого временного чемпиона, костариканца, Брайана Васкеса, и в шестой раз защитил титул чемпиона мира.
В 2013 году дважды защитил титул в боях с венесуэльцем Хавьером Парра, и японцем Даики Канеко.
27 апреля 2016 года утратил титул супер-чемпиона мира (WBA super) во втором полулёгком весе, проиграв бой нокаутом во втором раунде панамцу Хесреэлю Корралесу.

## Таблица боёв
В таблице перечислены результаты всех поединков боксёров.
В каждой строке указан результат поединка. Дополнительно номер поединка обозначен цветом, который обозначает итог поединка. Расшифровка обозначений и цветов представлена в нижеследующей таблице.
| Пример | Расшифровка                     |
| ------ | ------------------------------- |
|        | Победа                          |
|        | Ничья                           |
|        | Поражение                       |
|        | Планируемый поединок            |
|        | Поединок признан несостоявшимся |
| КО     | Нокаут                          |
| ТКО    | Технический нокаут              |
| PTS    | Решение судей (по очкам)        |
| UD     | Единогласное решение судей      |
| MD     | Решение большинства судей       |
| SD     | Раздельное решение судей        |
| RTD    | Отказ от продолжения боя        |
| DQ     | Дисквалификация                 |
| NC     | Поединок признан несостоявшимся |

| Результат | Дата             | Соперник                            | Место боя        | Подробности       | Комментарии |
| --------- | ---------------- | ----------------------------------- | ---------------- | ----------------- | --- |
| 24-2-1    | 31 декабря 2016  | Хесреэль Корралес (20-1-0)          | Токио, Япония    | SD (12)           | Реванш за титул супер-чемпиона мира (WBA super) во втором полулёгком весе. 114-113, 110-117, 112-115.                                      |
| 24-1-1    | 27 апреля 2016   | Хесреэль Корралес (19-1-0)          | Токио, Япония    | KO 2 (12), 2:59   | Утратил титул супер-чемпиона мира (WBA super) во втором полулёгком весе.                                                                   |
| 24-0-1    | 31 декабря 2015  | Оливер Флорес (27-1-2)              | Токио, Япония    | TKO 3 (12), 1:47  | Защитил титул супер-чемпиона мира (WBA super) во втором полулёгком весе.                                                                   |
| 23-0-1    | 6 мая 2015       | Жомтонг Чуватана (9-0-0)            | Токио, Япония    | TKO 2 (12), 1:15  | В 10-й раз защитив титул регулярного чемпиона мира по версии WBA, получил титул супер-чемпиона мира (WBA super) во втором полулёгком весе. |
| 22-0-1    | 31 декабря 2014  | Израиль Эктор Энрике Перес (27-2-1) | Токио, Япония    | RTD 9 (12), 3:00  | 85-85, 88-82, 90-78. Защитил титул WBA во втором полулёгком весе.                                                                          |
| 21-0-1    | 31 декабря 2013  | Даики Канеко (19-2-3)               | Токио, Япония    | UD (12)           | 117-110, 117-110, 117-110. Защитил титул WBA во втором полулёгком весе. Утияма в нокдауне в 10 раунде.                                     |
| 20-0-1    | 6 мая 2013       | Хайдер Парра (20-0-1)               | Токио, Япония    | KO 5 (12), 2:15   | Защитил титул WBA во втором полулёгком весе. Парра в нокдауне в 5 раунде.                                                                  |
| 19-0-1    | 31 декабря 2012  | Брайан Васкес (29-0)                | Токио, Япония    | TKO 8 (12), 2:59  | Защитил титул WBA во втором полулёгком весе.                                                                                               |
| 18-0-1    | 16 июля 2012     | Майкл Фаренас (34-3-3)              | Сайтама, Япония  | TD 3 (12), 1:15   | Защитил титул WBA во втором полулёгком весе.                                                                                               |
| 18-0      | 31 декабря 2011  | Хорхе Солис (41-3-2)                | Иокогама, Япония | KO 11 (12), 0:19  | Защитил титул WBA во втором полулёгком весе.                                                                                               |
| 17-0      | 31 января 2011   | Такаси Миура (20-1-2)               | Токио, Япония    | RTD 8 (12), 3:00  | Защитил титул WBA во втором полулёгком весе. Утияма в нокдауне в 3 раунде.                                                                 |
| 16-0      | 20 сентября 2010 | Рой Мухлис (23-2-2)                 | Сайтама, Япония  | TKO 5 (12), 2:27  | Защитил титул WBA во втором полулёгком весе. Мухлис в нокдауне в 5 раунде.                                                                 |
| 15-0      | 17 мая 2010      | Анхель Гранадос (18-8)              | Сайтама, Япония  | TKO 6 (12), 1:42  | Защитил титул WBA во втором полулёгком весе.                                                                                               |
| 14-0      | 11 января 2010   | Хуан Карлос Сальгадо (21-0-1)       | Токио, Япония    | TKO 12 (12), 2:48 | Выиграл титул WBA во втором полулёгком весе (первый титул чемпиона мира в карьере Утиямы).                                                 |
| 13-0      | 3 октября 2009   | Аарон Мельгарехо (17-6-1)           | Токио, Япония    | TKO 7 (12), 1:01  | Защитил титул OPBF во втором полулёгком весе.                                                                                              |
| 12-0      | 2 мая 2009       | Тонг Пор Чокчай (21-6-1)            | Токио, Япония    | TKO 5 (12), 1:05  | Защитил титул OPBF во втором полулёгком весе.                                                                                              |
| 11-0      | 1 ноября 2008    | Мун Бён Джу (9-5)                   | Токио, Япония    | TKO 4 (12), 1:55  | Защитил титул OPBF во втором полулёгком весе.                                                                                              |
| 10-0      | 12 июня 2008     | Хиро Бандо (19-8-6)                 | Токио, Япония    | UD (12)           | 119-109, 119-109, 119-110. Защитил титул OPBF во втором полулёгком весе.                                                                   |
| 9-0       | 2 февраля 2008   | Акира Ямадзаки (10-1-3)             | Токио, Япония    | TKO 10 (12), 1:37 | Защитил титул OPBF во втором полулёгком весе.                                                                                              |
| 8-0       | 8 сентября 2007  | Недал Хуссейн (43-4)                | Токио, Япония    | KO 8 (12), 1:32   | Выиграл титул OPBF во втором полулёгком весе.                                                                                              |
| 7-0       | 2 июня 2007      | Сён Вон Пхэк (12-4)                 | Токио, Япония    | KO 3 (8), 2:01    | |
| 6-0       | 10 февраля 2007  | Муанфалек Кьятчеван (16-8)          | Токио, Япония    | UD (10)           | 98-92, 98-92, 98-92. |
| 5-0       | 9 декабря 2006   | Мозес Серан (17-5)                  | Токио, Япония    | KO 3 (8), 1:45    | |
| 4-0       | 13 сентября 2006 | Томоя Эндо (8-3)                    | Токио, Япония    | UD (8)            | 80-72, 80-73, 79-73. |
| 3-0       | 19 ноября 2005   | Ман Тык Пак (2-7-1)                 | Токио, Япония    | TKO 1 (8), 2:39   | |
| 2-0       | 29 сентября 2005 | Такамаса Уэно (4-4)                 | Токио, Япония    | KO 1 (6), 2:57    | |
| 1-0       | 16 июля 2005     | Чандет Ситрамкамхенг (0-1)          | Токио, Япония    | KO 1 (6), 1:35    | |